# Walther Schulte vom Brühl

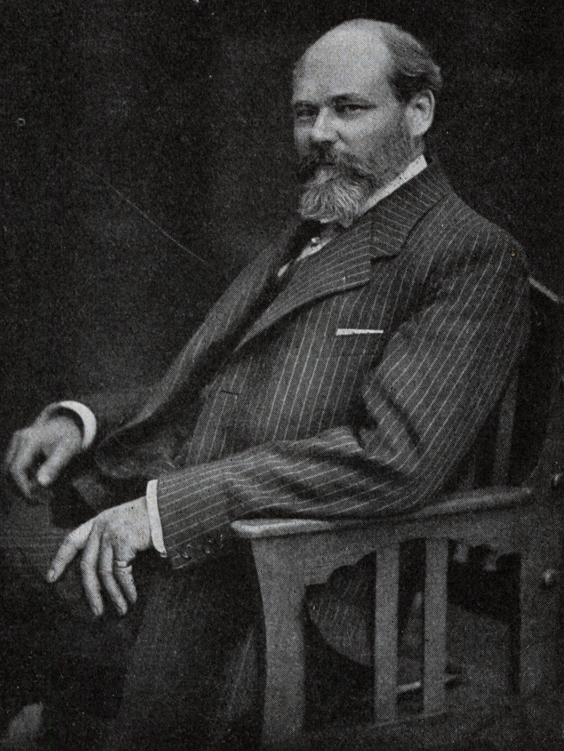
Walther Schulte vom Brühl

Walther Schulte vom Brühl

Walther Schulte vom Brühl (Pseudonym für Walther Schulte-Heuthaus, weiteres Pseudonym: Johann Hennrich; * 16. Januar 1858 in Gräfrath; † 4. Juni 1921 in Neckarsteinach) war ein deutscher Journalist, Schriftsteller und Maler.

## Leben

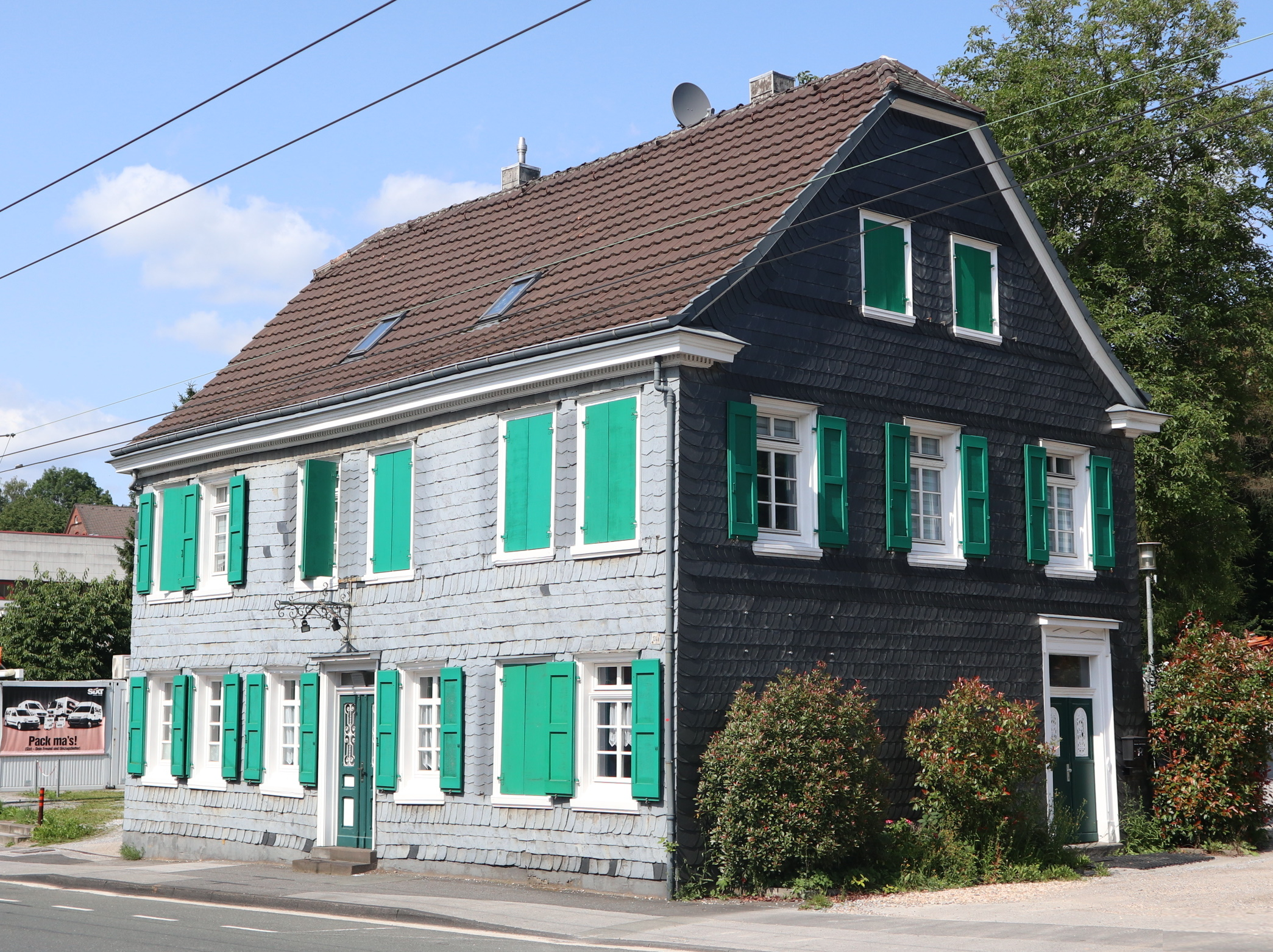
Das Geburtshaus des Schriftstellers am Bergerbrühl in Solingen-Gräfrath, heute Baudenkmal

Walther Schulte vom Brühl wirkte als Hauslehrer in Zürich und beschäftigte sich gleichzeitig mit kunsthistorischen und literarischen Studien. Von 1878 bis 1884 lebte er als Maler in Weimar; anschließend war er als Zeitungsredakteur in Bad Sulza, München und Zürich tätig. Von 1886 bis 1889 gehörte er der Redaktion der Didaskalia, der Unterhaltungsbeilage des Frankfurter Journals an. Von 1889 bis 1914 lebte er in Wiesbaden, wo er bis 1912 Chefredakteur des Wiesbadener Tagblattes war. Von 1914 bis zu seinem Tod war er als freier Schriftsteller in Neckarsteinach ansässig. Von etwa 1890 bis 1920 hat er zahlreiche Exlibris gestaltet.
Walther Schulte vom Brühls literarisches Werk umfasst Romane, Erzählungen, Kinderbücher, Gedichte, Versepen und Theaterstücke. Nach ihm ist in Solingen die Straße Schulte vom Brühl benannt.

## Werke
- Reflexionen über die deutsche Malerei der Gegenwart. Leipzig 1882
- Entenzucht. Berlin 1884
- Hans Wohlgemut, der Spielmann. Lahr 1884
- Piep, der Staarmatz. München 1884
- Die Nixe vom Walchensee. Lahr 1885
- Die Priesterin der Holde. Lahr 1886
- Deutsche Schlösser und Burgen. 2 Bände, Leipzig 1888 und 1889  (Bd. 1 online – Internet Archive, Bd. 2 online – Internet Archive)
- Lieder-Symphonien. Wiesbaden 1890
- Sei deutsch!. Wiesbaden 1891. (Digitalisat)
- Künstler, Kritik und Publikum. Neuwied [u. a.] 1895
- Das Märchen vom Nußknacker. Mülheim a.d.R. 1895
- Otto Müller, ein deutsches Dichterleben. Stuttgart 1895
- Der Marschallstab. 2 Bände, Stuttgart 1896
- Scheckchen. Berlin 1897
- Gleich und ungleich. Stuttgart 1898
- Der Goldfisch und seine Pflege. Wiesbaden 1898
- Das Alte stürzt ...! Bamberg 1899
- Die Sünderin. Berlin 1899
- Das Zimmer-Aquarium. Aachen 1899
- Ekkehard. Stuttgart 1900 (zusammen mit Hugo Roehr)
- Frühlings-Evangelium. 2 Bände, Stuttgart 1900
- "Grieth", "Die von der Kohls" und andere bergische Geschichten. Elberfeld 1902
- Meerschweinchen. Berlin [u. a.] 1902
- Flucht aus der Mietskaserne. Leipzig 1903 (unter dem Namen Johann Hennrich)
- Was uns passierte. Leipzig 1903
- Der Assistenzarzt. München 1904
- Der Prinz von Pergola. München 1904
- Die Revolutzer. Leipzig 1904
- Wintersnahen und andere Erzählungen. Berlin [u. a.] 1904
- Haru. Berlin [u. a.] 1906
- Sachsenschädel. Berlin 1906
- Der Meister. Berlin 1907
- Helinor. Berlin 1908
- Aus dem Geheimbuch eines Regierenden. Berlin 1909
- Die Ohnehosen. Berlin 1909
- Silberne Schalen. Berlin 1909
- Das Jahr des Irrtums. Stuttgart 1913
- Die Kottenprinzeß. Wiesbaden 1914
- Der Hammer Thors. Leipzig 1915
- Der Kriegsfahrer. Stuttgart 1915
- Der Wandervogel in den Argonnen. Reutlingen 1915. (Digitalisat)
- Der Weltbürger. Leipzig 1915. (Digitalisat)
- Erhards Heldenfahrt. Reutlingen 1916. (Digitalisat)
- Die Ohnehosen. Leipzig 1916
- Die Flucht aus Belgien. Reutlingen 1917. (Digitalisat)
- Im Wald und auf der Heide. Stuttgart 1917
- Die Wanderfahrt nach Belgien. Reutlingen 1917
- An die Germanen! {Von einem Deutschen}. Berlin-Steglitz 1918
- Bunte Blätter. Siegmar [u. a.] 1918
- Nordland. Berlin-Steglitz 1918. (Digitalisat)
- Sechs Jahrzehnte. Stuttgart 1918
- Urväterzeit. Siegmar [u. a.] 1918
- Fitsch-Getau! Essen 1919
- Der Weg zum eigenen Heim. Berlin [u. a.] 1919
- Germania. Bensheim 1920
- Schwert und Kosakenpeitsche. Eberbach am Neckar 1921
- Zehn Jungens sind auf sich gestellt. Reutlingen 1933

## Herausgeberschaft
- Voltaire: Voltaire, Berlin 1907
- Vincenz Jacob Zuccalmaglio: Der bergische Eulenspiegel, Elberfeld 1908